# Mateusz Demczyszak
Mateusz Demczyszak (18 januari 1986) is een Poolse atleet, die gespecialiseerd is in de middellange afstanden; voornamelijk de 1500 m en de 3000 m steeple.

## Biografie
Op de Europese kampioenschappen van 2010 in Barcelona eindigde Demczyszak als achtste in de finale van de 1500 m. Hij finishte in een tijd van 3.44,42. De wedstrijd werd gewonnen door de Spanjaard Arturo Casado in 3.42,74.
Demczyszak is aangesloten bij WKS Śląsk Wrocław.

## Persoonlijke records
Outdoor
| Afstand        | Prestatie | Datum        | Plaats    |
| -------------- | --------- | ------------ | --------- |
| 800 m          | 1.51,45   | 29 mei 2010  | Zgorzelec |
| 1000 m         | 2.22,10   | 26 mei 2015  | Ostrava   |
| 1500 m         | 3.36,15   | 7 juni 2012  | Huelva    |
| 3000 m         | 7.48,30   | 25 mei 2012  | Ostrava   |
| 5000 m         | 14.23,59  | 13 mei 2007  | Wroclaw   |
| 2000 m steeple | 5.32,51   | 22 juni 2013 | Leszno    |
| 3000 m steeple | 8.22,38   | 5 juni 2014  | Rome      |

Indoor
| Afstand | Prestatie | Datum            | Plaats |
| ------- | --------- | ---------------- | ------ |
| 1500 m  | 3.41,01   | 19 februari 2011 | Spala  |
| 3000 m  | 7.57,09   | 22 februari 2015 | Toruń  |

## Palmares

### 1500 m
- 2010: 4e EK team
- 2010: 8e EK – 3.44,42

### 3000 m steeple
- 2005: 5e EK junioren - 8.57,24
- 2007: 9e EK
- 2013: 29e in series WK - 8.34,60